# پو ۱۷۴۲۷
سیارک ۱۷۴۲۷ (به انگلیسی: 17427 Poe، نامگذاری:1989CQ2) هفده هزار و چهارصد و بیست و هفتمین سیارک کشف شده‌است که در ۴ فوریه ۱۹۸۹ کشف شد.
قدر مطلق سیارک برابر ۳۵.۴ است.